# Omar McLeod
Omar McLeod (Kingston, 25 de abril de 1994) es un deportista jamaicano que compite en atletismo, especialista en las carreras de vallas.
Participó en los Juegos Olímpicos de Río de Janeiro 2016, obteniendo una medalla de oro en la prueba de 110 m vallas.
Ganó una medalla de oro en el Campeonato Mundial de Atletismo de 2017 y una medalla de oro en el Campeonato Mundial de Atletismo en Pista Cubierta de 2016. Además, obtuvo la victoria en diez reuniones de la Liga de Diamante.
En el Campeonato Mundial de 2019 fue descalificado en la final de su especialidad tras invadir la calle de Orlando Ortega. Anteriormente, el ruso Serguei Shubenkov ya lo había denunciado por un comportamiento antirreglamentario similar.

## Palmarés internacional
| Juegos Olímpicos                     | Juegos Olímpicos          | Juegos Olímpicos | Juegos Olímpicos |
| Año                                  | Lugar                     | Medalla          | Prueba           |
| ------------------------------------ | ------------------------- | ---------------- | ---------------- |
| 2016                                 | Río de Janeiro (Brasil)   | Medalla de oro   | 110 m vallas     |
| Campeonato Mundial                   |                           |                  |                  |
| Año                                  | Lugar                     | Medalla          | Prueba           |
| 2017                                 | Londres (Reino Unido)     | Medalla de oro   | 110 m vallas     |
| Campeonato Mundial en Pista Cubierta |                           |                  |                  |
| Año                                  | Lugar                     | Medalla          | Prueba           |
| 2016                                 | Portland (Estados Unidos) | Medalla de oro   | 60 m vallas      |